# Temesi gróf
A temesi gróf (Comes Temesiensis) címet a temesi főispán viselte, aki a középkor folyamán – a pozsonyi grófhoz hasonlóan –  az ország védelme szempontjából is fontos szerepet játszott. Katonai parancsnokként hatáskörébe tartoztak Torontál, Temes, Keve, Krassó vármegyék, valamint a Szörényi bánság, emellett Temesvár várának főparancsnoka volt. A király fő tisztségviselői közé tartozott, az erdélyi vajdához, horvát bánhoz és a székelyek grófjához hasonlóan meghatározott éves fizetést kapott, és ennek fejében köteles volt megfelelő létszámú katonaságot fenntartani; ez a 16. század elején száz páncélost jelentett.
A tisztség viselője a zászlós urakhoz (barones Regni) tartozott, ami azt jelentette, hogy különleges tekintélyt élveztek, de nemesi kiváltságaik azonosak voltak az ország többi nemesekéivel. A tisztség nem volt örökletes.
A tisztség különösen fontossá vált a török háborúk korában, ezért rendszerint országos tekintélyű, a harcban jártas férfiak töltötték be. Így a temesi grófok sorában látjuk például a XV. században Garai Jánost, Ozorai Pipót, Rozgonyi Istvánt, Újlaki Miklóst, Hunyadi Jánost, Hunyadi Lászlót, Szilágyi Mihályt, Szokoly Pétert, Nagy Ambrust, Kinizsi Pált, a XVI. században Báthori Istvánt, Újlaki Lőrincet, Drágffy Jánost, Perényi Pétert, Enyingi Török Bálintot, Czibak Imrét stb. A török uralom előtti időkben az utolsó temesi gróf a költők által megénekelt Losonci István temesi várkapitány volt.
A török kiűzése után a temesi gróf állása katonai jelentőségét elvesztette, a zászlós urak közé már nem számították, végül a cím is elenyészett.
Az utolsó temesi gróf Csernovics Péter (1810–1892) volt.